# Luis García Jr.
Luis Victoriano García (Nueva York, Nueva York, 16 de mayo de 2000), más conocido como Luis García Jr., es un jugador profesional estadounidense de béisbol que se desempeña en la posición de segunda base en Washington Nationals, equipo de las Grandes Ligas de Béisbol (MLB).

## Carrera
En 2020, García Jr. hizo su debut en la MLB con el equipo Washington Nationals, donde lleva jugando cinco temporadas.